# Криводол
Криводол (болг. Криводол) — город в Болгарии. Находится в Врачанской области, входит в общину Криводол. Население составляет 2974 человека (2022).

## Политическая ситуация
Кмет (мэр) общины Криводол — Николай Георгиев Иванов (Болгарская социалистическая партия (БСП)) по результатам выборов в правление общины.